# Los Sims Online
Los Sims Online (también conocido como EA-Land) es un juego en línea desarrollado por Maxis y distribuido por Electronic Arts.

## Historia
Maxis crea un juego en línea de Los Sims y al ver el poco éxito que tiene lo transforma a EA-Land y lo hace freeware.
Los Sims pasan a llamarse "EAvatars", pero sus funciones son las mismas e incluso dentro del juego se les llama "sims".
EA-Land cierra sus puertas el 1 de agosto de 2008, a las 07:35 AM. Su última versión fue 2.1667.5.0.
La petición contra el cierre de EA-Land, hecha por la mayoría de los usuarios, fue hecha, pero sin éxito.
Actualmente existe un juego que reimplementa The Sims Online tal cual con un nuevo código abierto. El proyecto se llama FreeSO, es decir, Free Sims Online. A diferencia del juego de EA, este cuenta con innovaciones (como tener la posibilidad de levantar hasta cinco plantas en un solar) y tiene plataforma multilenguaje (The Sims Online era únicamente en inglés)
Los responsables de traducción del juego son los propios fanes del juego que, en colaboración al desarrollador, aportan estos archivos. La página de habla hispana está administrada por dos españoles de las Islas Canarias en la cual se comparte y explica todas las novedades del juego, disponen de tutoriales, guías de instalación y resolución de problemas con el idioma. Además, puedes crear una cuenta de usuario y conocer a otros jugadores.

## Línea en la historia
The Sims Online fue pensado para que los usuarios jugaran a la vida tal cual lo hacían offline con otros jugadores y, de este modo, dar una experiencia más real de Los Sims. Subir habilidades, tener buenas necesidades, conseguir dinero, hacer amistades para ascender, montar tu negocio, asistir a bodas o ser el protagonista de un gran drama eran algunas de los miles de posibilidades que este juego otorgaba. Con el transcurso de los años, algunos usuarios usaban TSO como una sala de chat gráfica, lo cual desilusionó al creador y delegó el trabajo en otro jefe de proyecto que lo mantuvo con vida hasta 2008, donde todo el equipo original de Los Sims y Los Sims 2 abandonó el proyecto de Los Sims para encauzarse en otros proyectos (los desarrolladores de Los Sims 3 en adelante no tienen nada que ver con los primeros) 
FreeSO está formado por jugadores del antiguo The Sims Online y por simmers que alguna vez quisieron jugar a Los Sims Online pretendiendo regalar una experiencia gratuita a los jugadores sobre este juego.